# Линцские глаза (печенье)
Линцские глаза (нем. Linzer Augen, нем. Linzeraugen) — круглое печенье диаметром 8—10 см из так называемого «линцского теста».

### Тесто
Линцское тесто представляет собой разновидность песочного теста и готовится из муки, яиц, сахара, сливочного масла, а также миндаля или других орехов. Тесто приправляется корицей и гвоздикой. Часто линцское тесто называется ореховым песочным (нем. Nussmürbeteig) или миндальным песочным тестом (нем. Mandelmürbeteig). Линцское тесто используется в приготовлении линцского торта и печенья.

### Приготовление
Из раскатанного линцского теста вырезаются кружки. В половине кругов проделываются три (иногда одно) небольших круглых отверстия, так называемые «глаза», расположенные треугольником. После запекания в духовом шкафу целые кружочки смазываются джемом из красной или черной смородины. На джем укладываются кружочки с «глазами». Пока печенье не остыло, его посыпают сахарной пудрой.

### Региональные варианты

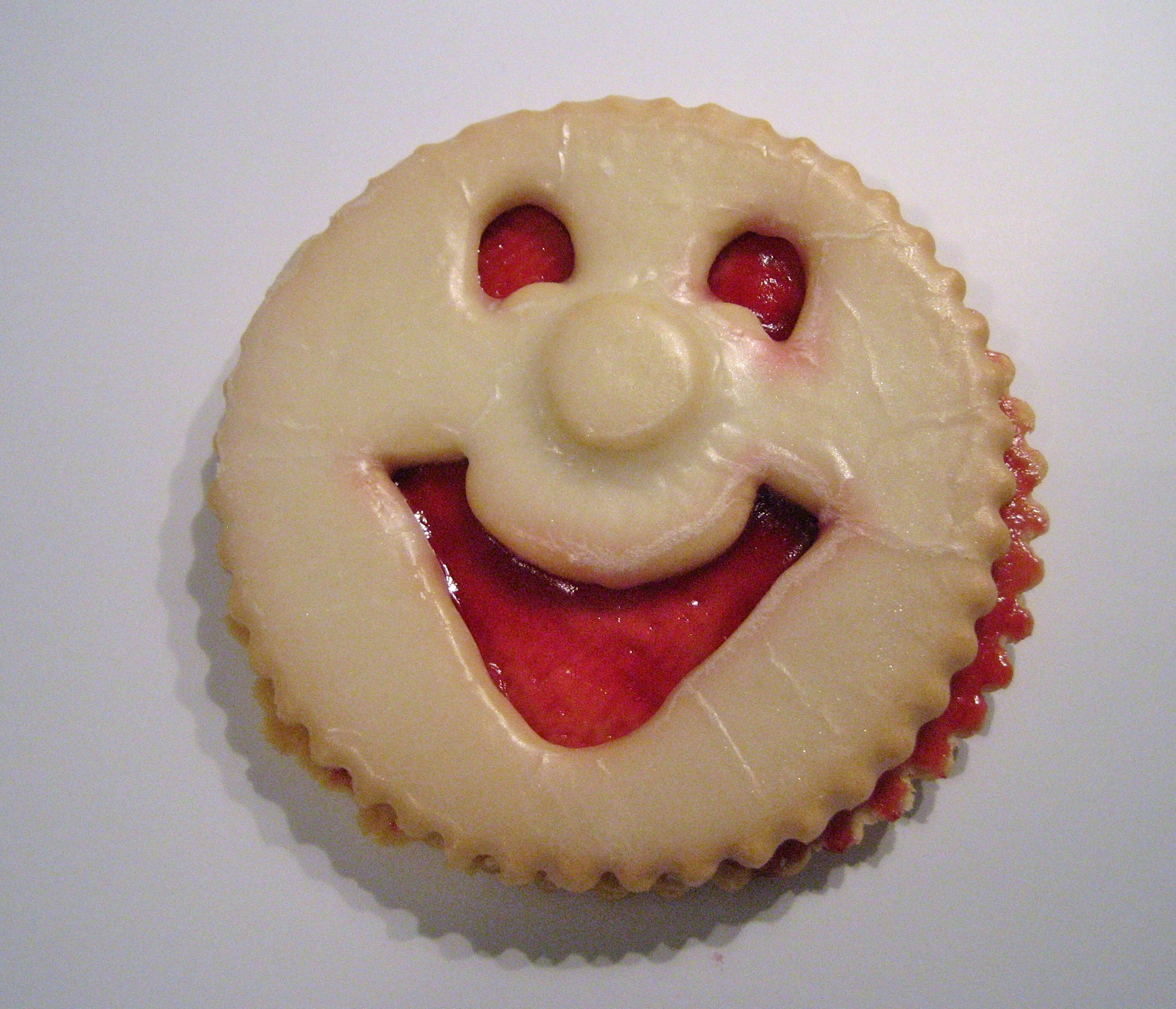
Шпицбуб, покрытый сахарной глазурью

В Швейцарии, Южной Германии и Южном Тироле линцские глаза часто носят региональное название «шпицбуб» (нем. Spitzbub — букв. «озорник»). В таком случае верхний кружок теста вырезают в форме улыбающейся рожицы и смазывают сахарной глазурью.